# شارل لونگه
شارل لونگه (انگلیسی: Charles Longuet; ۱۴ فوریهٔ ۱۸۳۹ – ۵ اوت ۱۹۰۳) روزنامه‌نگار و شخصیت برجسته جنبش کارگری فرانسه، از جمله کمون پاریس (۱۸۷۱)، و همچنین پیر-ژوزف پرودون عضو انجمن بین‌المللی کارگران (۱۸۶۶–۶۷، ۱۸۷۱–۷۲) بود. در سال ۱۸۶۶، وی به عنوان وزیر امور خارجه بلژیک خدمت کرد و در لوزان (۱۸۶۷)، بروکسل (۱۸۶۸)، کنفرانس لندن (۱۸۷۱) و (۱۸۷۲) شرکت داشت.
لونگه در کمون پاریس ۱۸۷۱ شرکت کرد. او پس از شکست کمون (کمون پاریس (۱۸۷۱)) به عنوان پناهجو به انگلستان نقل مکان کرد. لونگه در ۲ اکتبر ۱۸۷۲ با ینی مارکس-لونگه اولین دختر کارل مارکس در لندن (در یک مراسم شهری)، ازدواج کرد. آنها شش کودک داشتند که پنج فرزند اول پسر بودند. آخرین فرزند آنها دختر بود.
لونگه یکی از سخنرانان مراسم خاکسپاری مارکس بود.
همچنین او سردبیر مجله Journal Officiel بود.